# Інеу (Марамуреш)
Інеу (рум. Inău) — село у повіті Марамуреш в Румунії. Адміністративно підпорядковане місту Тиргу-Лепуш.
Село розташоване на відстані 384 км на північний захід від Бухареста, 24 км на південний схід від Бая-Маре, 84 км на північ від Клуж-Напоки.

## Населення
За даними перепису населення 2002 року у селі проживали 310 осіб. Усі жителі села рідною мовою назвали румунську.
Національний склад населення села:
| Національність | Кількість осіб | Відсоток |
| -------------- | -------------- | -------- |
| румуни         | 300            | 96,8%    |
| цигани         | 10             | 3,2%     |